# Savoy (Illinois)
Savoy es una villa ubicada en el condado de Champaign en el estado estadounidense de Illinois. En el Censo de 2010 tenía una población de 7280 habitantes y una densidad poblacional de 873,2 personas por km².

## Geografía
Savoy se encuentra ubicada en las coordenadas 40°3′37″N 88°15′18″O / 40.06028, -88.25500. Según la Oficina del Censo de los Estados Unidos, Savoy tiene una superficie total de 8.34 km², de la cual 8.29 km² corresponden a tierra firme y (0.62%) 0.05 km² es agua.

## Demografía
Según el censo de 2010, había 7280 personas residiendo en Savoy. La densidad de población era de 873,2 hab./km². De los 7280 habitantes, Savoy estaba compuesto por el 77.43% blancos, el 6.83% eran afroamericanos, el 0.08% eran amerindios, el 12.6% eran asiáticos, el 0% eran isleños del Pacífico, el 0.67% eran de otras razas y el 2.39% pertenecían a dos o más razas. Del total de la población el 2.71% eran hispanos o latinos de cualquier raza.